# Carlocebus
Carlocebus — викопний рід ссавців з інфраряду вищих приматів. Рід містить два відомі види: Carlocebus carmenensis та Carlocebus intermedius. Викопні рештки знайдено в Аргентині в міоценових шарах.